# Cioară grivă
Cioara grivă (Corvus cornix) este o specie eurasiatică de păsări din genul Corvus. Larg răspândită, se găsește în nordul, estul și sud-estul Europei, precum și în unele părți ale Orientului Mijlociu.

## Taxonomie
Cioara grivă a fost una dintre numeroasele specii descrise inițial de Carl Linnaeus în cea de-a 10-a ediție din 1758 a Systema Naturae; el i-a dat numele binomial Corvus cornix. Linnaeus a specificat localitatea tip ca fiind "Europa", dar aceasta a fost limitată la Suedia de către ornitologul german Ernst Hartert în 1903. Denumirea genului Corvus înseamnă în latină „corb”, în timp ce epitetul specific cornix înseamnă în latină „cioară”. Cioara grivă a fost considerată timp de mulți ani o subspecie a ciorii negre, cunoscut sub numele de Corvus corone cornix, datorită asemănărilor în structură și obiceiuri.

### Subspecii
În prezent sunt recunoscute patru subspecii ale ciorii grive; anterior, toate erau considerate subspecii ale Corvus corone..
- C. c. cornix (Linnaeus, 1758) –  rasa nominalizată, apare în Marea Britanie, Irlanda și restul Europei la sud de Corsica
- C. c. sharpii (Oates, 1889) – numită după zoologul englez Richard Bowdler Sharpe. Aceasta este o formă cenușie mai palidă, întâlnită din vestul Siberiei până în regiunea Caucazului și Iran.[8]
- C. c. pallescens (Madarász, 1904) – se găsește în Turcia și Egipt, și este o formă mai palidă, așa cum sugerează și numele său
- C. c. capellanus (Sclater, 1877) – considerată uneori o specie separată. Această formă distinctivă apare în Irak și în sud-vestul Iranului. Are un penaj gri foarte pal, care pare aproape alb de la distanță.[13] Este posibil să fie suficient de distinctă pentru a fi considerată o specie separată.[9]

## Galerie

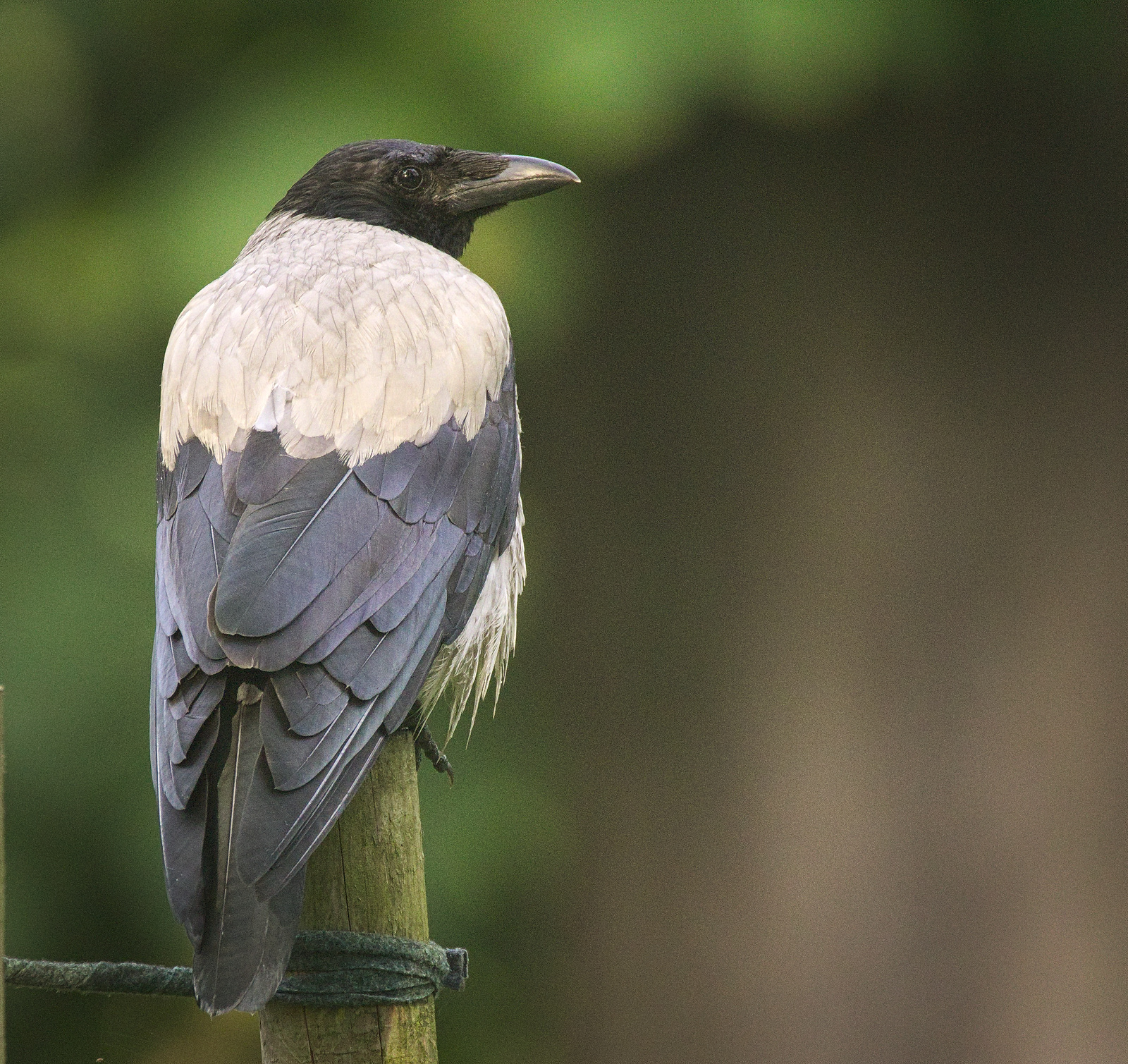
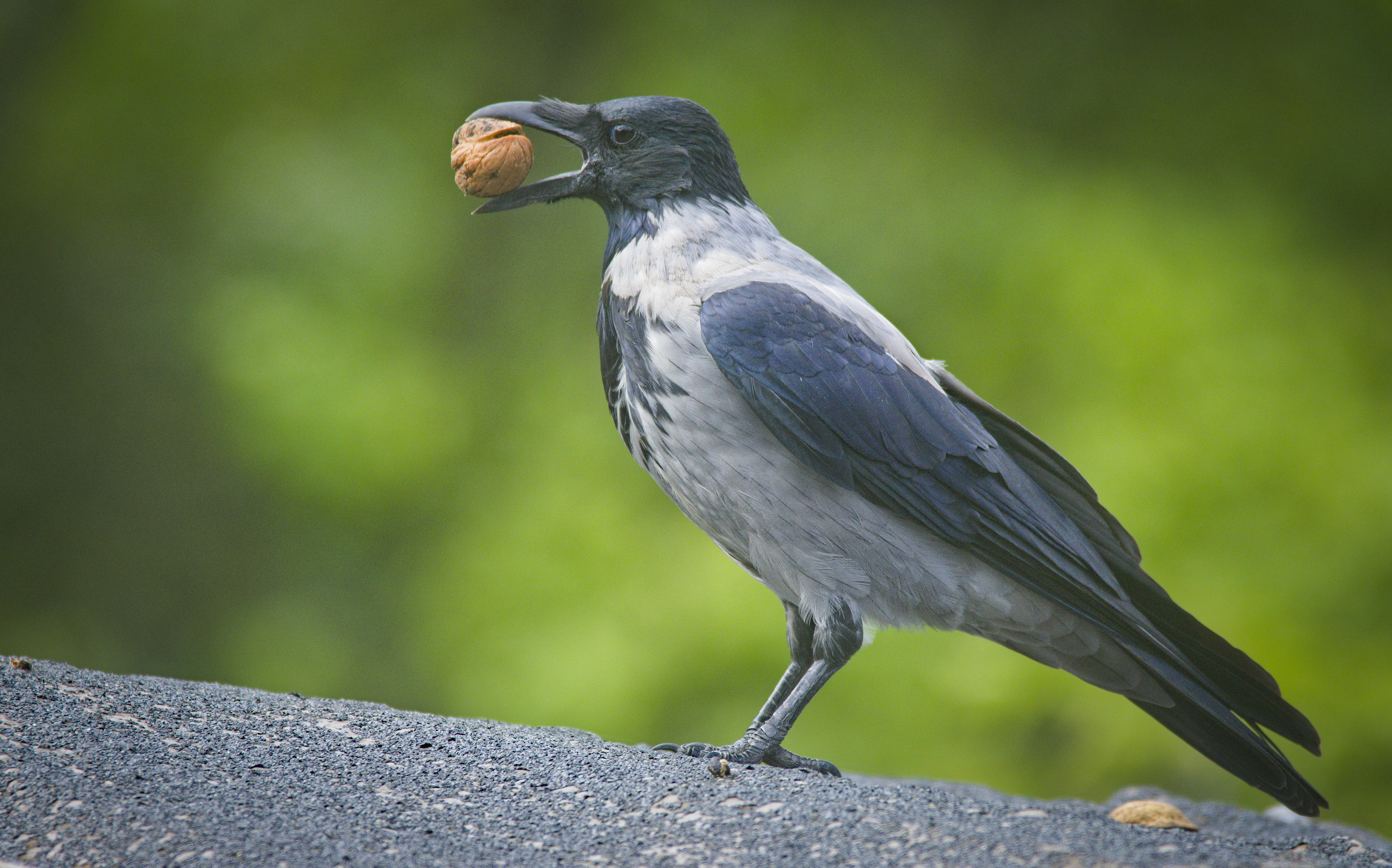
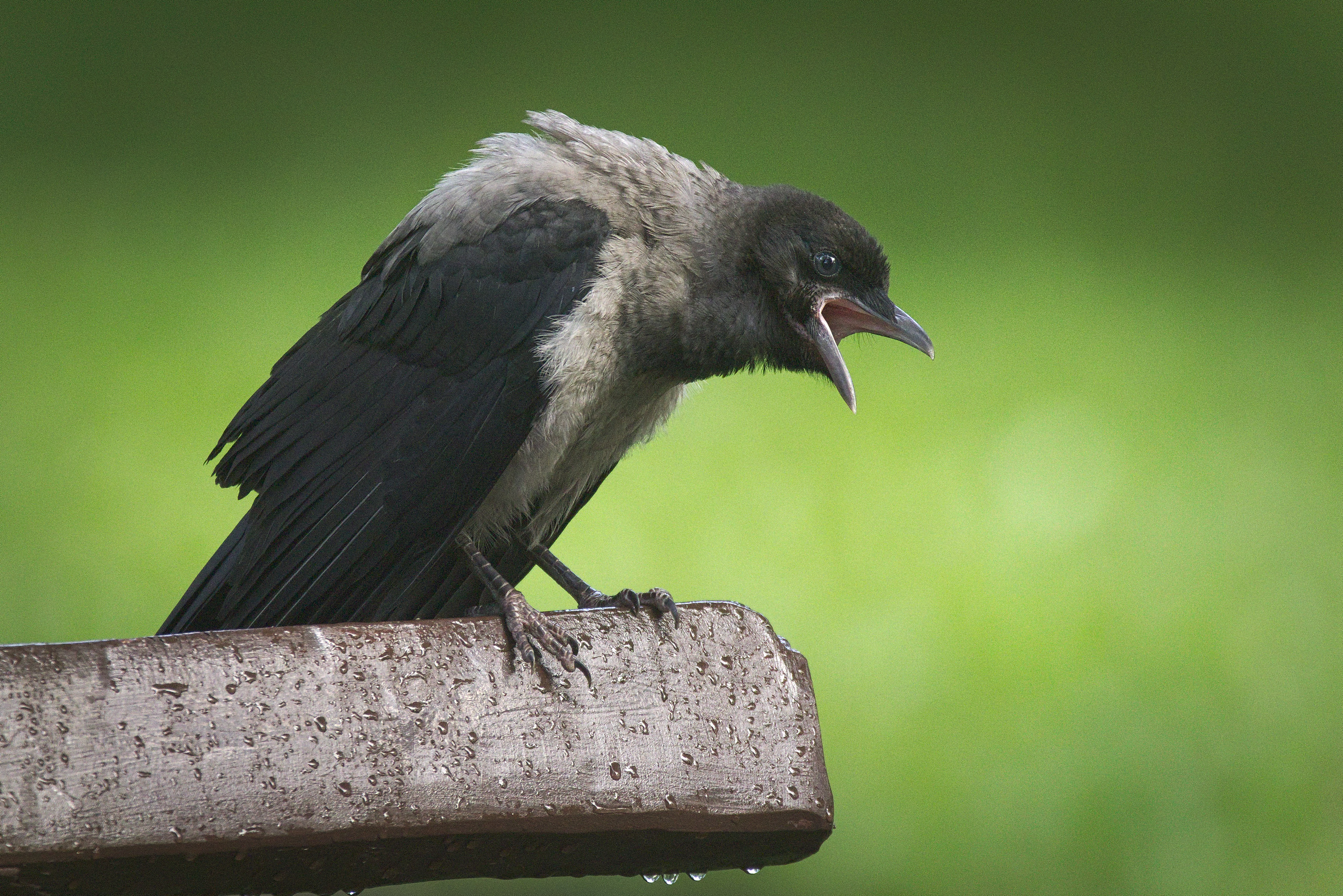
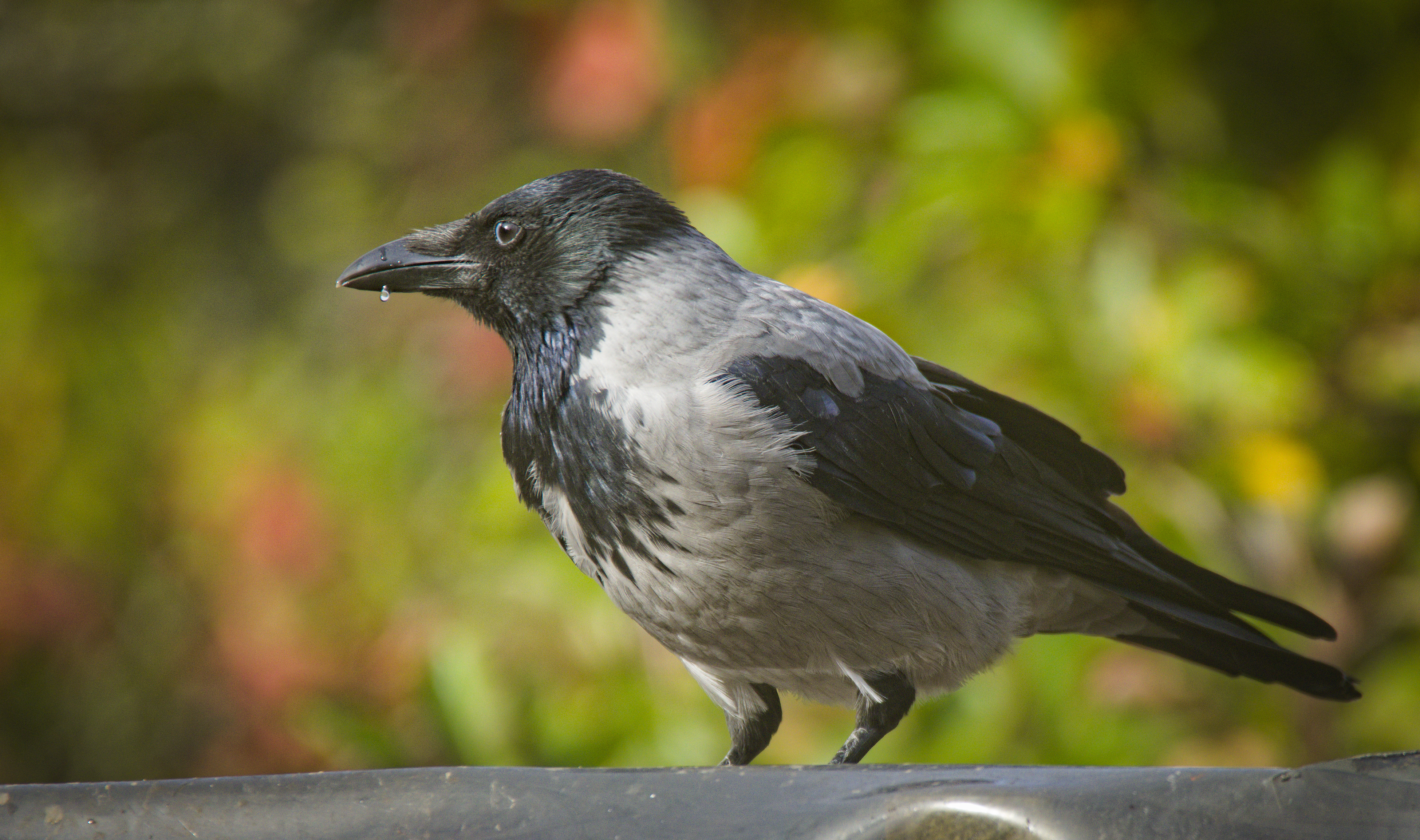
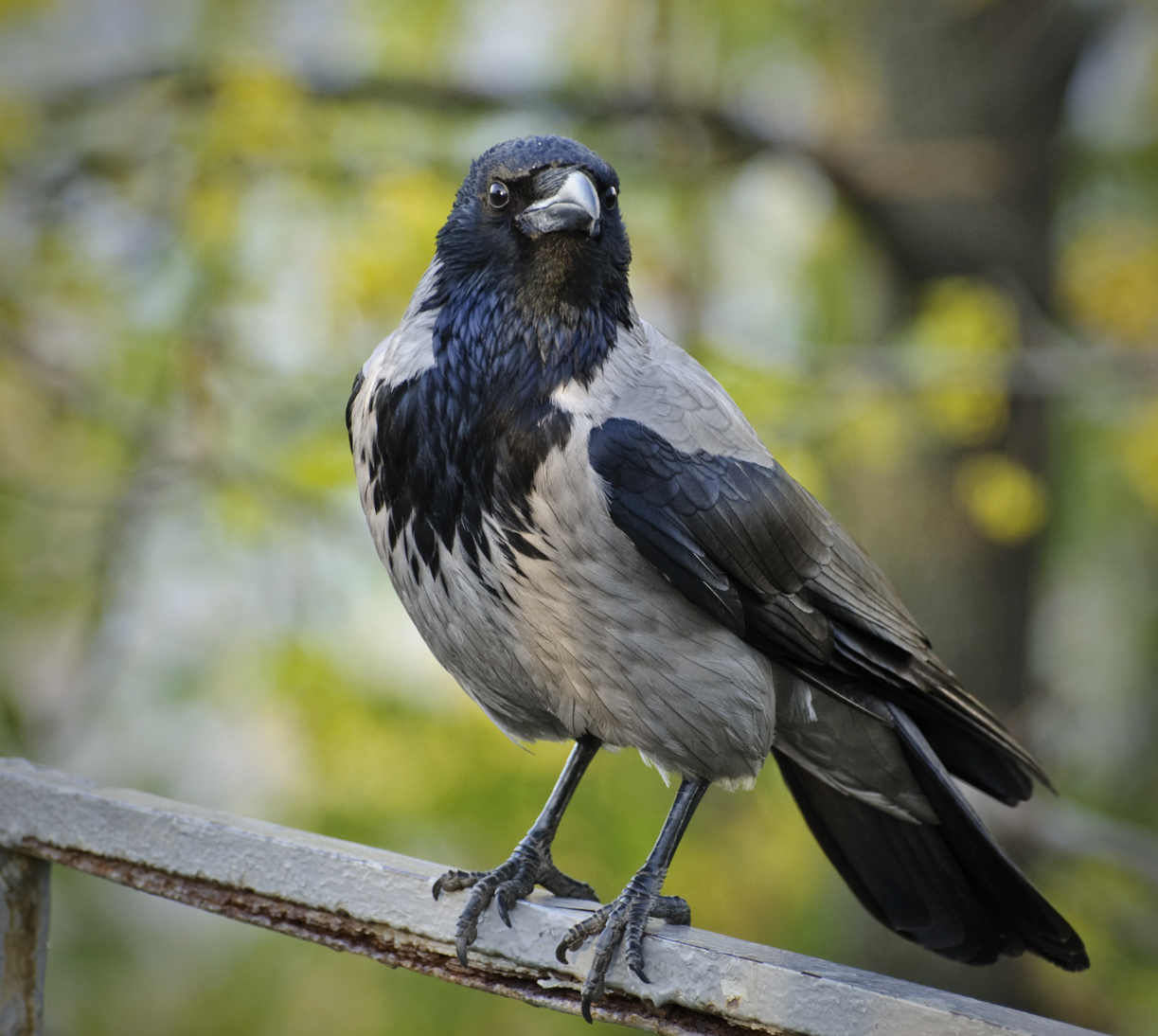
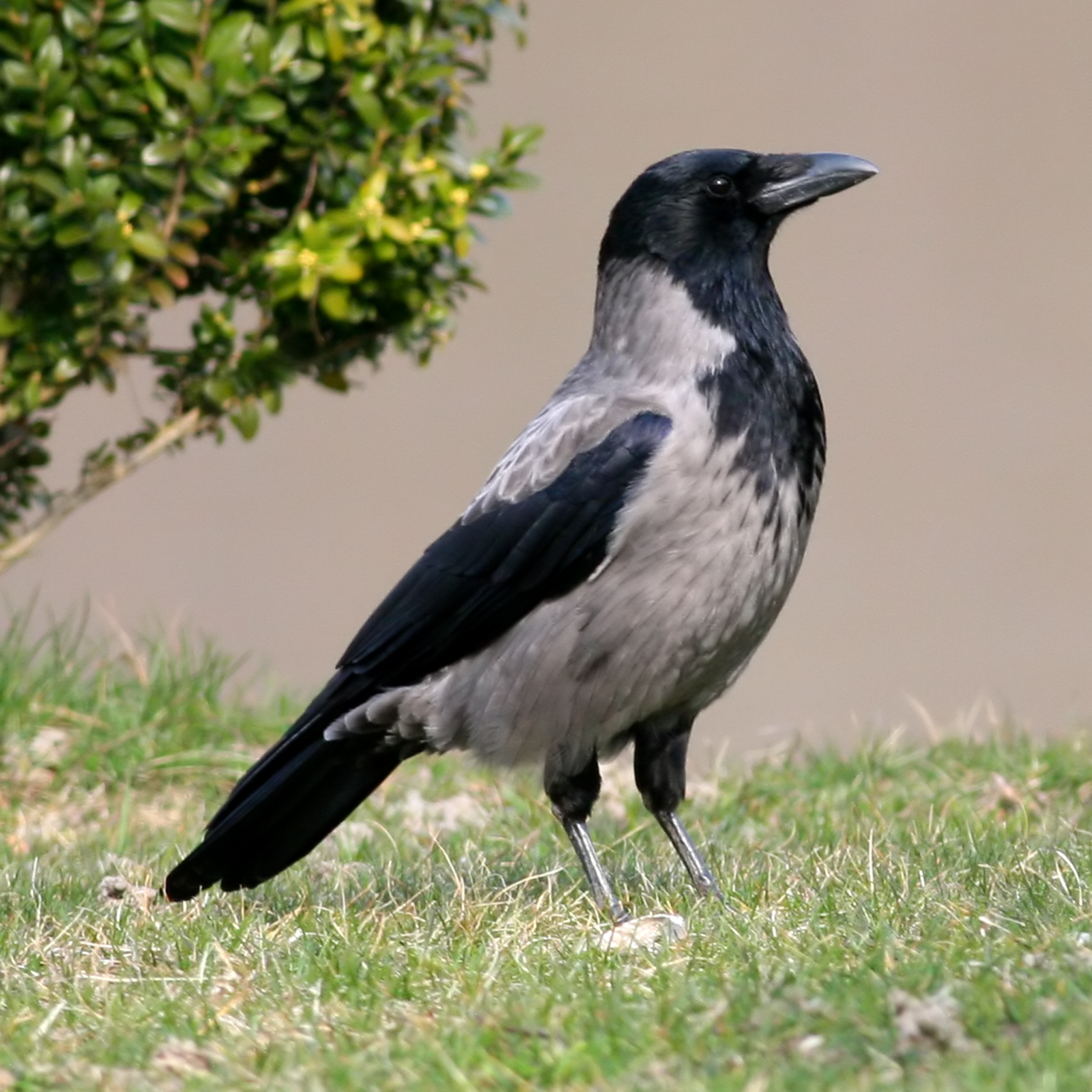
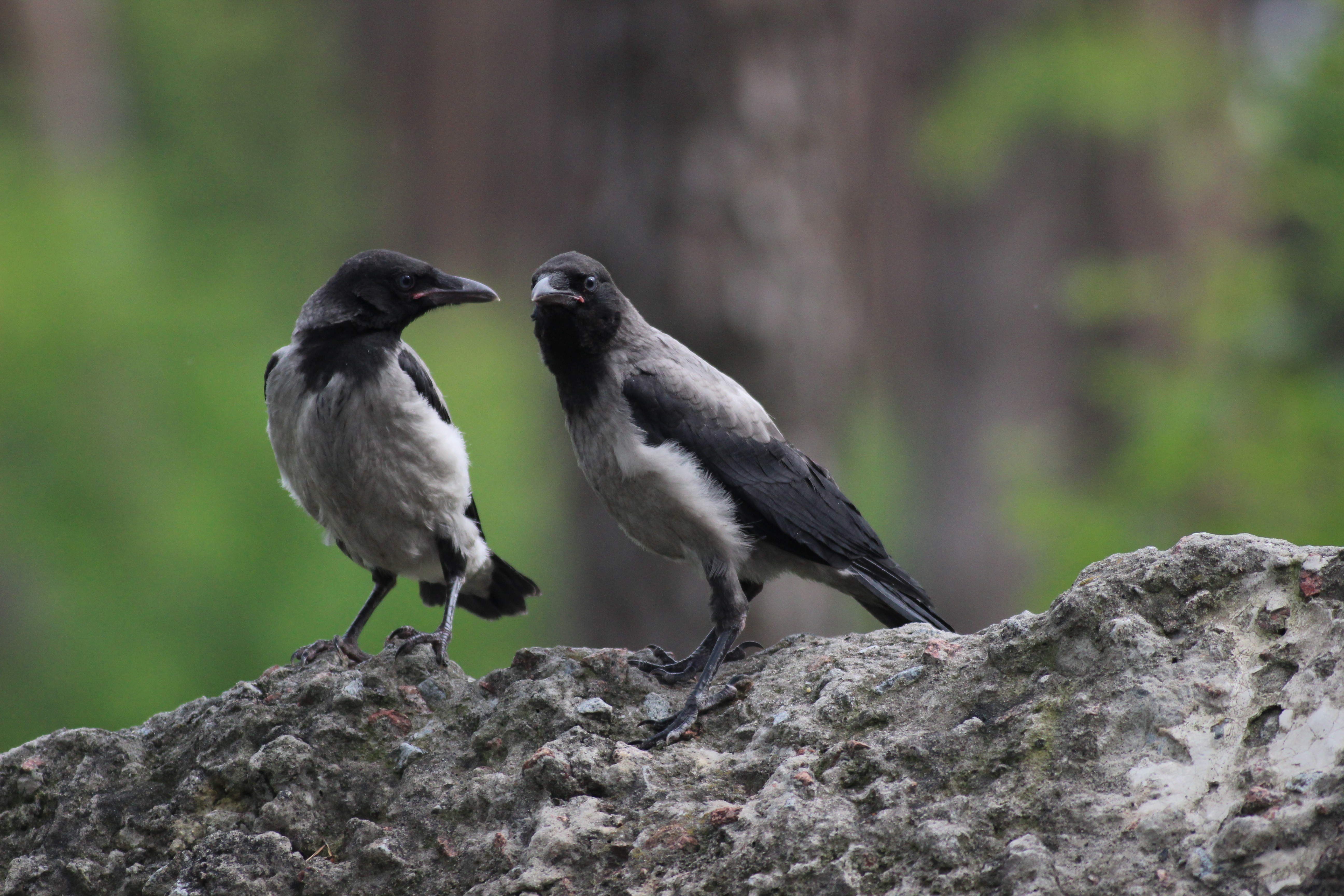
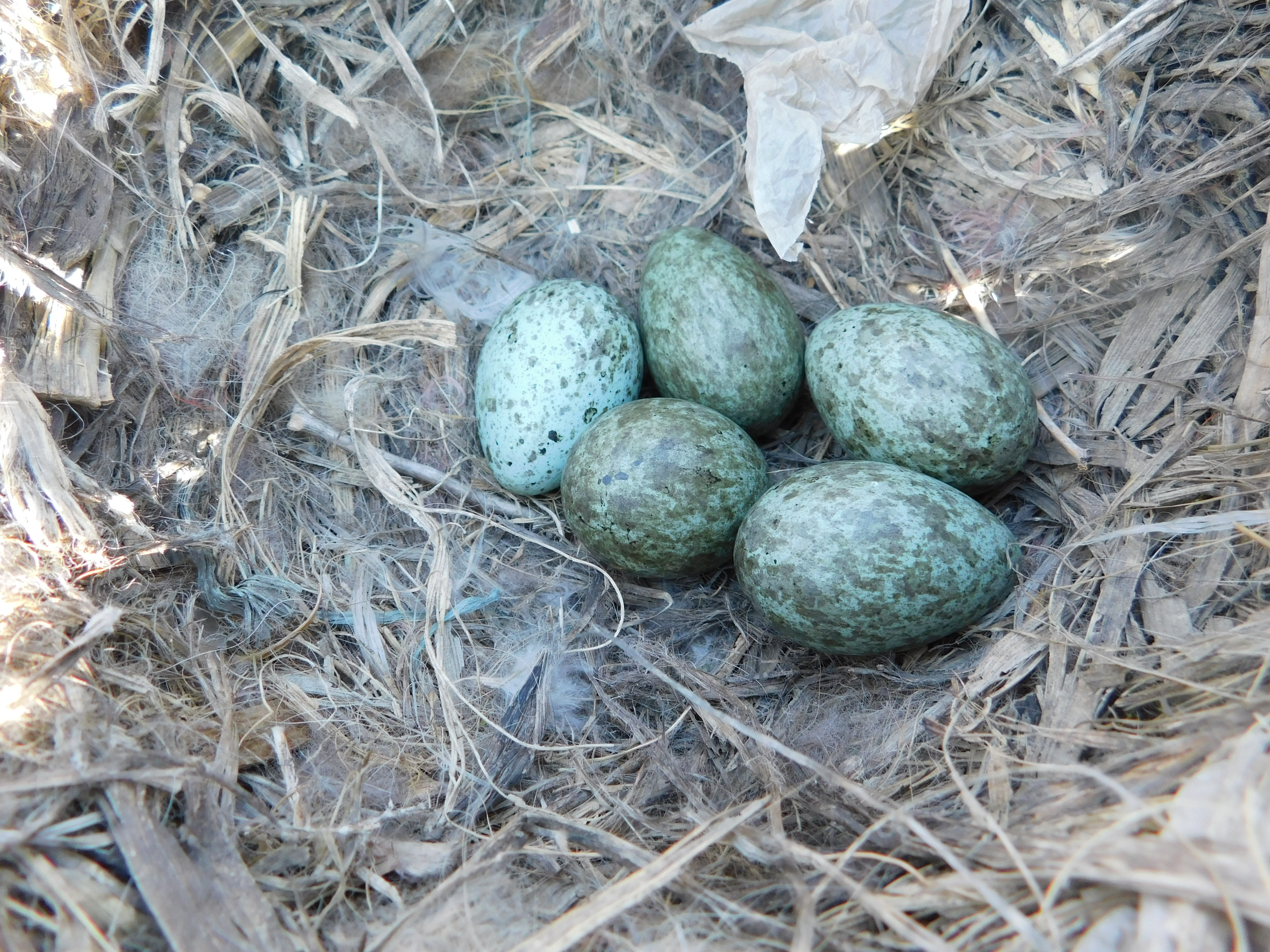
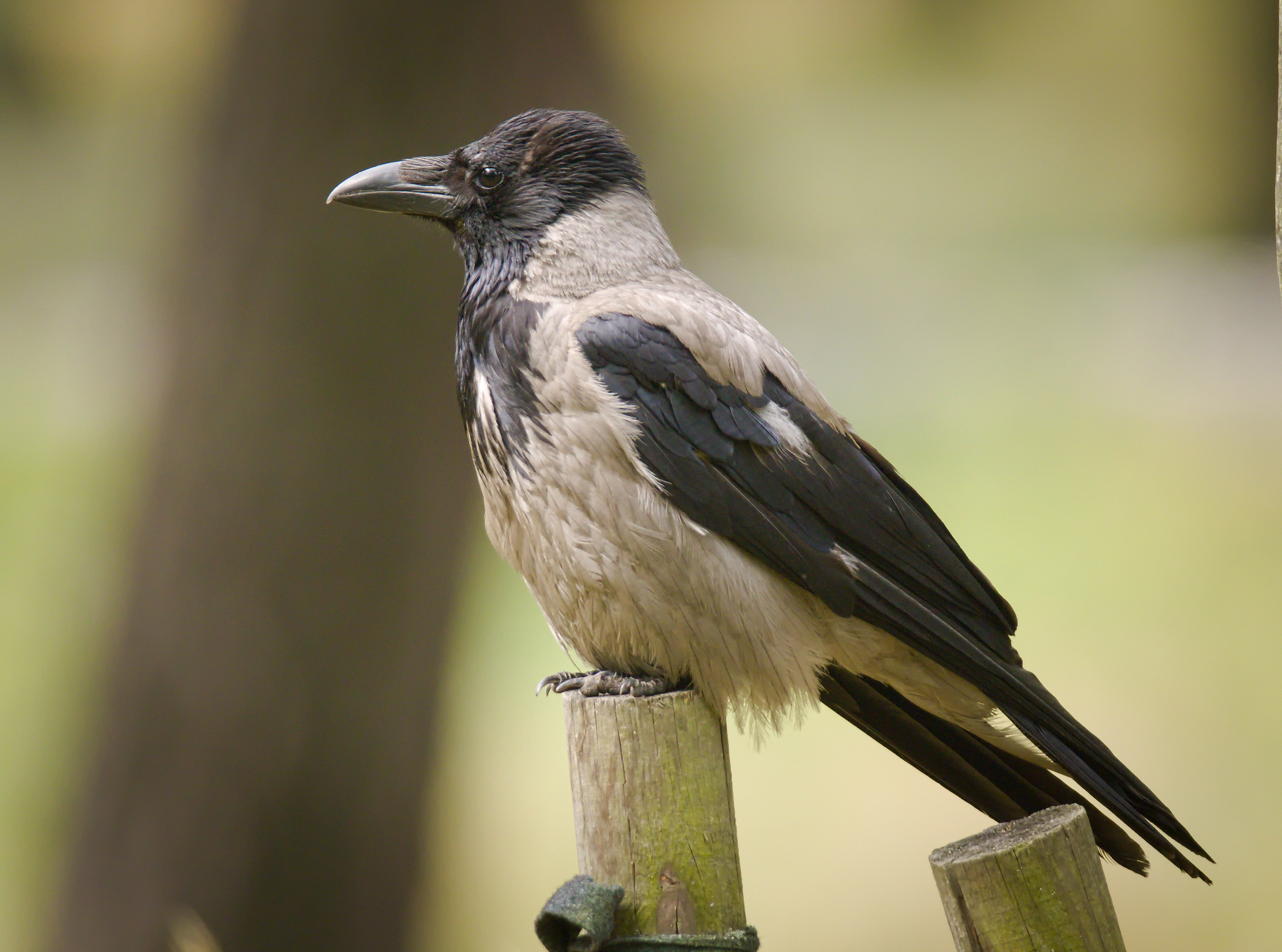